# Casa Lladós (Tremp)
La Casa Lladós és un molí de Tremp (Pallars Jussà) inclòs a l'Inventari del Patrimoni Arquitectònic de Catalunya.

## Descripció
L'estructura arquitectònica del molí es troba actualment enderrocada, tant els murs interiors i exteriors, com el sostre. Resten algunes de les peces de la maquinària que feia funcionar el molí.

## Història
Fitxa donada d'alta a partir d'un model F30 emplenat pels Agents Rurals (2015).
Al 2015 era propietat d'Àngel Massa, de la família Lladós. Les resten es troben dintre d'una era de majors dimensions del propietari.